# فهرست شهرستان‌های استان کهگیلویه و بویراحمد
استان کهگیلویه و بویراحمد دارای ۹ شهرستان می‌باشد. شهرستان بویراحمد، پرجمعیت‌ترین شهرستان در استان کهگیلویه و بویراحمد است. این استان در سال ۱۳۹۵ دارای ۷۱۳٬۰۵۲ نفر جمعیت بوده است. شهرستانهای استان کهگیلویه و بویراحمد بر پایه سرشماری سال‌های ۱۳۹۰ و ۱۳۹۵ خورشیدی بدین شرح است:
| ردیف | شهرستان  | مرکز     | جمعیت سال ۱۳۹۰ | جمعیت سال ۱۳۹۵ | درصد تغییر |
| ---- | -------- | -------- | -------------- | -------------- | ---------- |
| ۱    | بویراحمد | یاسوج    | ۲۱۲،۵۵۲        | ۲۸۰،۰۰۹        |            |
| ۲    | کهگیلویه | دهدشت    | ۱۹۱،۸۲۳        | ۱۳۱،۳۵۱        |            |
| ۳    | گچساران  | دوگنبدان | ۱۰۹،۴۵۸        | ۱۲۴،۰۹۶        |            |
| ۴    | دنا      | سی سخت   | ۵۲،۲۴۲         | ۴۲،۵۳۹         |            |
| ۵    | بهمئی    | لیکک     | ۳۵،۰۶۷         | ۳۸،۱۳۶         |            |
| ۶    | چرام     | چرام     |                | ۳۳،۵۴۳         |            |
| ۷    | باشت     | باشت     | ۲۲،۴۳۷         | ۲۱،۶۹۰         |            |
| ۸    | لنده     | لنده     |                | ۲۱،۸۱۲         |            |
| ۹    | مارگون   | مارگون   |                | ۱۹،۸۷۶         |            |

## نقشه های استان

نقشه تقسیمات استان کهگیلویه و بویراحمد از سال ۹۸ تا کنون
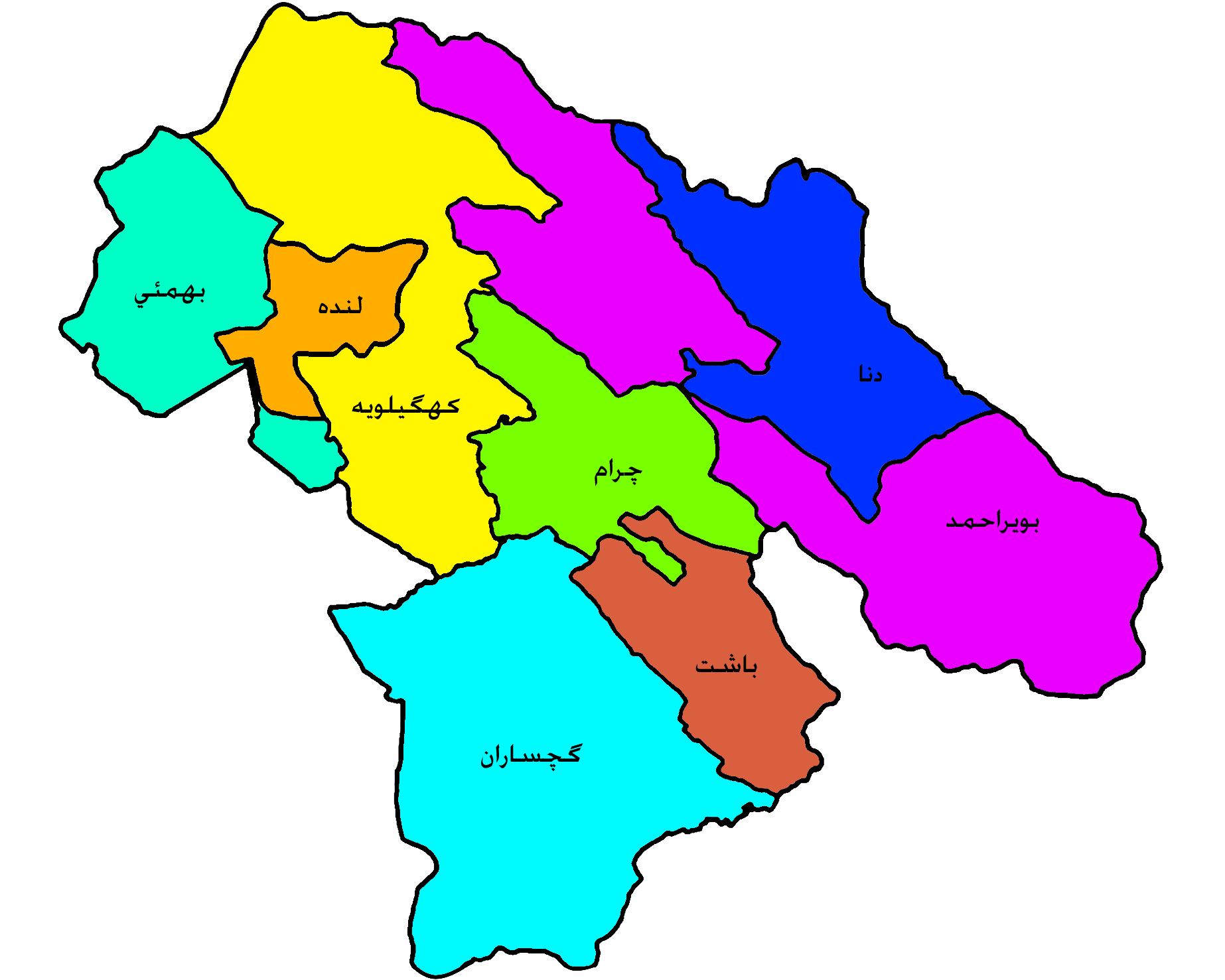
تقسیم‌بندی استان کهگیلویه و بویراحمد از سال ۱۳۹۲ تا سال ۱۳۹۸